# Scoletoma treadwelli
Scoletoma treadwelli är en ringmaskart som först beskrevs av Hartman 1956.  Scoletoma treadwelli ingår i släktet Scoletoma och familjen Lumbrineridae.
Artens utbredningsområde är Mexikanska golfen. Inga underarter finns listade i Catalogue of Life.